# Rivière le Fouet
Pour les articles homonymes, voir Fouet.
La rivière le Fouet est un affluent de la rive nord du Lac Wayagamac lequel est traversé vers l'ouest par la petite rivière Bostonnais. Le courant de la rivière Fouet coule généralement vers le sud dans le territoire de La Tuque, en Mauricie, au Québec, au Canada. 

## Géographie
La rivière le Fouet prend sa source à l'embouchure du lac Léopold (longueur : 0,4 km ; altitude : 420 m), situé dans la partie sud de la municipalité de La Bostonnais. L'embouchure de ce lac est situé à 11,4 km à l'est du centre-ville de La Tuque et à 9,8 km au sud-est du pont du village La Bostonnais.
À partir de l’embouchure du lac Léopold, la rivière le Fouet coule sur 8,2 km, selon les segments suivants :
- 1,0 km vers le sud dans la municipalité La Bostonnais, en formant une courbe vers l’est, jusqu’à la limite de l’ex-territoire non organisé du Petit-Lac-Wayagamac ;
- 2,6 km vers le sud-est dans La Tuque en traversant le lac du Castor (altitude : 359 m) sur sa pleine longueur, puis la partie sud-ouest du lac Gelé (altitude : 328 m) jusqu’à son embouchure ;
- 3,4 km vers le sud, en formant un crochet vers le nord-est et en traversant le lac L’Oiseau (longueur : 0,7 km ; altitude : 292 m) jusqu’à son embouchure ;
- 1,2 km vers le sud, jusqu'à la confluence de la rivière[1].

À partir de la confluence de la rivière Fouet, la Petite rivière Bostonnais traverse vers l'ouest le lac Wayagamac jusqu’à son embouchure, coule vers le nord-ouest, puis le sud, jusqu'à la rive est de la rivière Saint-Maurice en face de la Longue île, à la limite sud de la ville de La Tuque (juste au sud de l'aéroport).

## Toponymie
Le toponyme rivière le Fouet a été officialisé le 5 décembre 1968 à la Commission de toponymie du Québec.